# Poggenbach
Der Poggenbach ist ein 8,1 km langer, linker Nebenfluss der Ems, in die er südlich von Harsewinkel mündet. Er entspringt und mündet auf dem Gebiet der Gemeinde Herzebrock-Clarholz.